# 布埃亞
布埃亚，是非洲中西部国家喀麦隆的城镇，也是西南省的首府。位于喀麦隆火山东麓，海拔高度870米，2013年人口300,000。主要经济产业包括提炼石油、橡胶和种植茶叶。这所城镇有两个政府酒店，位于政府住宅区周围的山地酒店和帕拉门泰尔公寓酒店。同时也是未受国际普遍承认的国家——安巴佐尼亚的首都。
市内有一所布埃亞大學。

## 外部連結
- 维基共享资源上的相關多媒體資源：布埃亞
- Mount Cameroon Inter-communal Ecotourism Board - formerly known as Mount Cameroon Ecotourism Organisation, abbreviated as Mount CEO

4°10′N 9°14′E / 4.17°N 9.23°E